# Quatre pièces pour orchestre (Bruckner)
Les Quatre Pièces pour orchestre (Vier Orchesterstücke) sont quatre petites pièces pour orchestre, composées par Anton Bruckner durant l'automne de 1862.

## Historique
Durant l'été de 1862, au cours de sa période d'étude auprès d'Otto Kitzler à Linz, Bruckner composa sa première œuvre instrumentale, le Quatuor à cordes en ut mineur. Kitzler lui demanda ensuite d'orchestrer l'exposition du premier mouvement de la Sonate pathétique de Beethoven. Durant l'automne de la même année, Bruckner composa ses premières œuvres orchestrales. Ces "premières armes" ont donné naissance à quatre petites pièces pour orchestre : la Marche (Marsch) en ré mineur et les Trois pièces pour orchestre (Drei Sätze für Orchester).
Le manuscrit original se trouve dans le Kitzler-Studienbuch :
- Esquisse et premier Trio (rejeté) de la Marche en ré mineur : pp. 251-252
- Marche en ré mineur : pp. 253-265 (12 octobre 1862)[2]
- Trois pièces pour orchestre : pp. 266-271 (non datée), 272-277 (10 novembre 1862), 278-286 (16 novembre 1862)[3],[4]

Bruckner donna une partition des Quatre pièces pour orchestre, ainsi que celles de l'Ouverture en sol mineur et de la Symphonie en fa mineur à son ami Cyrill Hynais. Ces partitions sont conservées dans les archives de la Stadt- und Landesbibliothek de Vienne.
Les Quatre pièces pour orchestre ont été créées par Franz Moißl le 12 octobre 1924 à Klosterneuburg. Une transcription pour piano de la Marche en ré mineur par Max Auer (1930) et la partition d'orchestre des Trois pièces pour orchestre ont été éditées dans le Volume III/2, pp. 29-32 et pp. 34-60 de la biographie Göllerich/Auer.
Les Quatre pièces pour orchestre sont éditées dans le Volume XII/4 de la Bruckner Gesamtausgabe.

## Composition

### Marche en ré mineur
Le Marche en ré mineur, WAB 96, utilise l'orchestre utilisé par Mozart pour ses dernières symphonies (2 flûtes, 2 hautbois, 2 clarinettes, 2 bassons, 2 cors, 2 trompettes, timbales et cordes), et trois trombones.
La Marche est en trois parties :
1. Marche (A-B-A), 26 mesures, avec répétition,
2. Trio (A-B) en si bémol majeur, 16 mesures, avec répétition,
3. Reprise de la marche, suivie par une coda de 5 mesures[2].

Durée : environ 4 minutes.

### Trois pièces pour orchestre
Les Trois pièces pour orchestre, WAB 97, sont des petites pièces charmantes et mélodieuses conçues pour le même orchestre, avec seulement un trombone.
1. Moderato en mi bémol majeur, 36 mesures - trois parties : A, B, A' avec coda
2. Andante en mi mineur, 48 mesures - trois parties : A, B, A' avec coda
3. Moderato com moto en fa majeur, 45 mesures - trois parties : A, B, reprise de A[3].

Durée totale : environ 9 minutes.
L'intérêt principal des Quatre pièces pour orchestre réside dans le fait que, avec ces compositions, Bruckner a pour la première fois abordé un domaine auquel il allait consacrer sa vie : la musique orchestrale pure et absolue. La Marche et la partie centrale de la pièce finale donnent déjà quelques indications du futur de Bruckner. Il est intéressant de noter que la Marche contient déjà un passage qui réapparaîtra beaucoup plus tard dans la huitième symphonie,.

## Discographie
Les Quatre pièces pour orchestre ont été enregistrées une dizaine de fois, principalement en supplément à l'enregistrement d'une des symphonies. Le premier enregistrement a été réalisé vers 1937 par Ludwig K. Mayer avec l'Orchestre de la Ville de Berlin (78 tours, Polydor 57213).
Quelques-uns des enregistrements peuvent être téléchargés du site de John Berky.